# Fujieda MYFC
Fujieda MYFC (藤枝MYFC Fujieda Maiefushī?) es un club de fútbol de Japón ubicado en la ciudad de Fujieda, en la Prefectura de Shizuoka. Fue fundado en 2009 y juega en la J2 League. Es financiado por suscriptores en línea y es el primero de su tipo en Japón.
El club pasó dos temporadas en la Japan Football League antes de que su solicitud sea aceptada en 2013 para participar en la temporada inaugural de la tercera división en 2014.

## Historia
Durante los años de la Japan Soccer League y Japan Football League, la ciudad estaba representada por los equipos Fujieda Municipal, que todavía compite en las categorías amateur prefecturales, y por el Chuo Bohan, que se mudó del pueblo en 1993 para convertirse en el actual Avispa Fukuoka.
El actual club se formó en 2010 producto de una fusión de dos clubes, el Fujieda Nelson (por Daishiro Yoshimura, jugador nikkei de Brasil que tenía dicho segundo nombre) y el Shizuoka FC. El proyecto My Football Club compró Fujieda Nelson CF en 2008 y lo rebautizó Fujieda MYFC. Luego, en 2010, My Football Club adquirió Shizuoka FC y fusionó los dos equipos para formar Shizuoka Fujieda MYFC y nombró a Toshihide Saitō como jugador/entrenador del club.
En su primera temporada, el club terminó primero en la División 1 de la Liga de Tokai, pero fue eliminado de las series de promoción de la Liga Regional.
En 2011, ocuparon el segundo lugar en las series de promoción de la Liga Regional y, por lo tanto, obtuvieron el ascenso a la Japan Football League por primera vez; así, se convirtió en el tercer representante de la prefectura en las ligas nacionales. Luego, sacaron el Shizuoka de su nombre para ser simplemente conocidos como Fujieda MYFC.
En 2012, el club terminó su primera temporada en la Japan Football League en la undécima posición y en consecuencia aseguró su lugar en la división para la siguiente temporada.
Después de terminar decimotercero en la Japan Football League en 2013, el club fue aceptado en la nueva J. League Division 3 que se llevaría a cabo en 2014. Después de la aceptación del club, el jugador/entrenador Toshihide Saitō decidió abandonar la institución.
El 7 de enero de 2014, Musashi Mizushima fue nombrado director técnico tras la renuncia de Saitō.

## Uniforme
- Uniforme titular: Camiseta púrpura, pantalón púrpura, medias púrpura.
- Uniforme alternativo: Camiseta blanca, pantalón blanco, medias blancas.

| Titular | Alternativo |

### Evolución
| Local | Local | Local | Local | Local |
| ----- | ----- | ----- | ----- | ----- |
| 2017  | 2018  | 2019  | 2020  | 2021  |
| 2022  |       |       |       |       |

| Visita | Visita | Visita | Visita | Visita |
| ------ | ------ | ------ | ------ | ------ |
| 2017   | 2018   | 2019   | 2020   | 2021   |
| 2022   |        |        |        |        |

## Estadio
Fujieda disputa sus partidos en casa en dos estadios diferentes. Uno de ellos es el Parque Complejo Deportivo de Fujieda, que tiene una capacidad de 5.056 espectadores. El otro recinto es el Fujieda Citizen Ground, que fue inaugurado en 1967 y tiene un aforo de 3.000 asientos.

## Jugadores

### Números retirados
| Jugadores |              |          |                 |                  |                          |        |
| N.º       | Nacionalidad | Posición | Nombre          | Debut en Fujieda | Último partido           | Ref.   |
| 2         | Japón        | DEF      | Toshihide Saitō | 2009             | 22 de septiembre de 2013 | [ 10 ] |

### Jugadores destacados
La siguiente lista recoge algunos de los futbolistas más destacados de la entidad.
| Japón - Hirohito Shinohara - Hiroyuki Ishida - Kazuya Nagayama (2004) - Eiji Tomii (2015) - Koki Nakamura (2015) - Daijiro Okuda (2012-2015) - Junya Suzuki (2019-) |

## Récord
| Año  | Div. | Eqs. | Pos. | Asistencia/P | Copa del Emperador |
| ---- | ---- | ---- | ---- | ------------ | ------------------ |
| 2012 | JFL  | 17   | 11   | 532          | -                  |
| 2013 | JFL  | 18   | 13   | 953          | Segunda ronda      |
| 2014 | J3   | 12   | 11   | 1.319        | Segunda ronda      |
| 2015 | J3   | 13   | 10   | 1.103        | Tercera ronda      |
| 2016 | J3   | 16   | 7    | 1.531        | -                  |

Notas
- Eqs. = Número de equipos
- Pos. = Posición en liga
- Asistencia/P = Asistencia por partido

## Rivalidades
Derbi de Shizuoka
Es un encuentro disputado por los dos clubes más importantes de la Prefectura de Shizuoka, Júbilo Iwata y Shimizu S-Pulse. Este partido normalmente se lleva a cabo en el Estadio Ecopa, el recinto más grande de la prefectura. Se consideran también una parte del derbi los equipos de Azul Claro Numazu y el Fujieda MYFC.

## Palmarés

### Títulos nacionales
- Liga Regional de Tokai Division 1 (2): 2010, 2011
- Copa de la Prefectura de Shizuoka (2): 2013, 2014